# Jan Ignacy Wodyński
Jan Ignacy Wodyński (ur. 31 lipca 1903 w Jaśle, zm. 23 czerwca 1988 w Warszawie) – polski malarz i wykładowca akademicki.

## Życiorys
Urodził się w rodzinie Stanisława i Stanisławy z Kamińskich. W 1922 ukończył Gimnazjum w Jaśle. W latach 1923–1928 studiował w pracowni Wojciecha Weissa Akademii Sztuk Pięknych w Krakowie. Studiował także w Warszawskiej Szkole Sztuk Pięknych oraz na uczelniach we Francji i Włoszech. W 1920 ochotniczo służył w Wojsku Polskim.
Był współzałożycielem i członkiem grupy Pryzmat, funkcjonującej w latach 1928–1939. W 1934 roku był członkiem założycielem warszawskiego oddziału Związku Polskich Artystów Plastyków, działał w tej organizacji do 1983. Od 1937 do 1939 roku pracował jako asystent profesora Felicjana Kowarskiego w SSP w Warszawie.
Po wojnie brał udział w organizacji Szkoły Sztuk Plastycznych w Katowicach. Od 1 października 1945 do 1946 roku pracował na stanowisku profesora nadzwyczajnego w Katedrze Malarstwa Dekoracyjnego na Wydziale Sztuk Pięknych UMK w Toruniu. W latach 1947–1953 był wykładowcą Państwowej Wyższej Szkoły Sztuk Plastycznych w Gdańsku (obecnie: Akademia Sztuk Pięknych w Gdańsku), gdzie prowadził pracownię malarstwa na Wydziale Malarstwa. W latach 1949–1950 piastował funkcję rektora, a od 1950 do 1951 roku dziekana Wydziału Malarstwa. Od 1961 roku do przejścia na emeryturę w 1972 roku pracował w Akademii Sztuk Pięknych w Warszawie.
Malował obrazy olejne, akwarele, gwasze i rysunki, tworzył też dekoracje wnętrz, m.in. dla Pałacu Kultury i Nauki w Warszawie. Był autorem dekoracji na ulicy Długiej w Gdańsku, a także polichromii na rynku w Lublinie.
Od 7 lipca 1931 był mężem Zofii Babczyk.
Zmarł 23 czerwca 1988 roku w Warszawie, został pochowany na cmentarzu Wojskowym na Powązkach (kwatera K-4-7).

## Ordery i odznaczenia
- Złoty Krzyż Zasługi (19 lipca 1955)[5]
- Medal 10-lecia Polski Ludowej (25 marca 1955)[6]

## Nagrody
- Nagroda Państwowa III stopnia (zespołowa) za obraz Pierwszomajowa manifestacja w roku 1905 wystawiony na Ogólnopolskiej Wystawie Plastyki (1952)[7]

## Upamiętnienie
Odsłonięcie w dniu 16 czerwca 2018 tablicy pamiątkowej ku czci Jana Wodyńskiego na ścianie budynku w Jaśle, który stoi na miejscu jego przedwojennego domu. W 2019 roku powstał film o życiu i twórczości Jana Wodyńskiego, który wyreżyserował artysta malarz Łukasz Wodyński. W filmie wykorzystano utwory Question Mark z płyty La Terra Rossa.